# Wang Zhiming
Wang Zhiming (en chino, 王志明; pinyin, Wáng Zhìmíng) (Wuding, China, 1907-29 de diciembre de 1973) fue un pastor miao. En 1981 fue reconocido como mártir de la Revolución Cultural mediante la erección de un monumento en su lugar de sepultura y en julio de 1998 fue uno de los mártires cristianos del siglo xx conmemorados en forma de estatuas sobre la Gran Puerta del Este de la abadía de Westminster.

## Vida y obra
Wang nació en Wuding en 1907, un año después de que los misioneros cristianos Samuel Pollard, Arthur G. Nicholls, George E. Metcalf y Gladstone Porteous evangelizaron por primera vez ese condado. Debido al trabajo de estos misioneros entre los miaos de Wuding y otras minorías, en 1949 ya había más de 130 000 protestantes entre las minorías de la provincia de Yunnan.
Wang fue educado en escuelas cristianas, y luego enseñó en una durante diez años. En 1944 fue elegido presidente del consejo de la iglesia Sapushan en Wuding, y fue ordenado pastor en 1951 a la edad de 44 años. Durante la década de 1950, Wan fue uno los seis líderes cristianos miaos que firmaron el Manifiesto de las Tres Autonomías. Sin embargo, a pesar de que Wang demostró lealtad al Estado, se rehusó a participar en asambleas de denuncia llevadas a cabo para humillar a los terratenientes y no quiso fomentar el odio contra las potencias extranjeras.

Mis manos han bautizado a muchos conversos, y no deberían ser usadas para cosas pecaminosas.
Al negarse a denunciar y humillar terranientes

Por negarse a cumplir todas las exigencias del Manifiesto de las Tres Autonomías y por criticar las campañas ateas de los guardias rojos locales, Wang fue declarado contrarrevolucionario.

## Martirio
Al menos veintiún líderes cristianos de Wuding fueron aprisionados durante la Revolución Cultural; otros fueron denunciados, linchados o enviados a campos de concentración, y los musulmanes de la zona sufrieron el mismo destino. En 1969, Wang, su esposa y sus hijos fueron arrestados. El 29 de diciembre de 1973, Wang fue ejecutado en un estadio frente a más de diez mil personas, mayoritariamente cristianas, con el propósito de intimidarlas; sin embargo, muchos de los testigos se manifestaron allí mismo, linchando a los funcionarios que llevaron a cabo la ejecución.

## Legado
La esposa de Wang fue encarcelada por tres años, dos de sus hijos fueron encarcelados por nueve, y otro de sus hijos se suicidó tras ser arrestado. En 1980, tras la Revolución Cultural, intentos oficiales de aplacar a los miaos incluyeron un pago compensatorio de 1300 CNY a la familia de Wang.
Cuando Wang fue arrestado, había 2795 cristianos en Wuding. Para 1980, la cantidad de feligreses aumentó a cerca de doce mil, y en la era actual Wuding tiene más de treinta mil cristianos y más de 100 lugares de oración. Sin embargo, aún continúa una persecución esporádica de cristianos en su pueblo natal.
En las iglesias de Wuding se le recuerda reverentemente. El monumento en su lugar de sepultura es el único que conmemora a un cristiano que fue víctima de la Revolución Cultural. A los pies del monumento se encuentra una inscripción que dice «Como la Escritura dice de los Santos, “Les será dado descanso de sus fatigas, porque sus obras van con ellos”».